# دوسر ثلاثي البوصات
دوسر ثلاثي البوصات أو أبو شارب (الاسم العلمي: Aegilops triuncialis) نوع نباتي يتبع جنس الدوسر من الفصيلة النجيلية. 

## الموئل والانتشار
موطنه بلاد الشام وسيناء والمغرب العربي وتركيا والقوقاز وحوض البحر الأبيض المتوسط.

## مرادفات للاسم العلمي
- (باللاتينية: Aegilopodes triuncialis (L.) Á. Löve)
- (باللاتينية: Triticum triunciale (L.) Raspail)

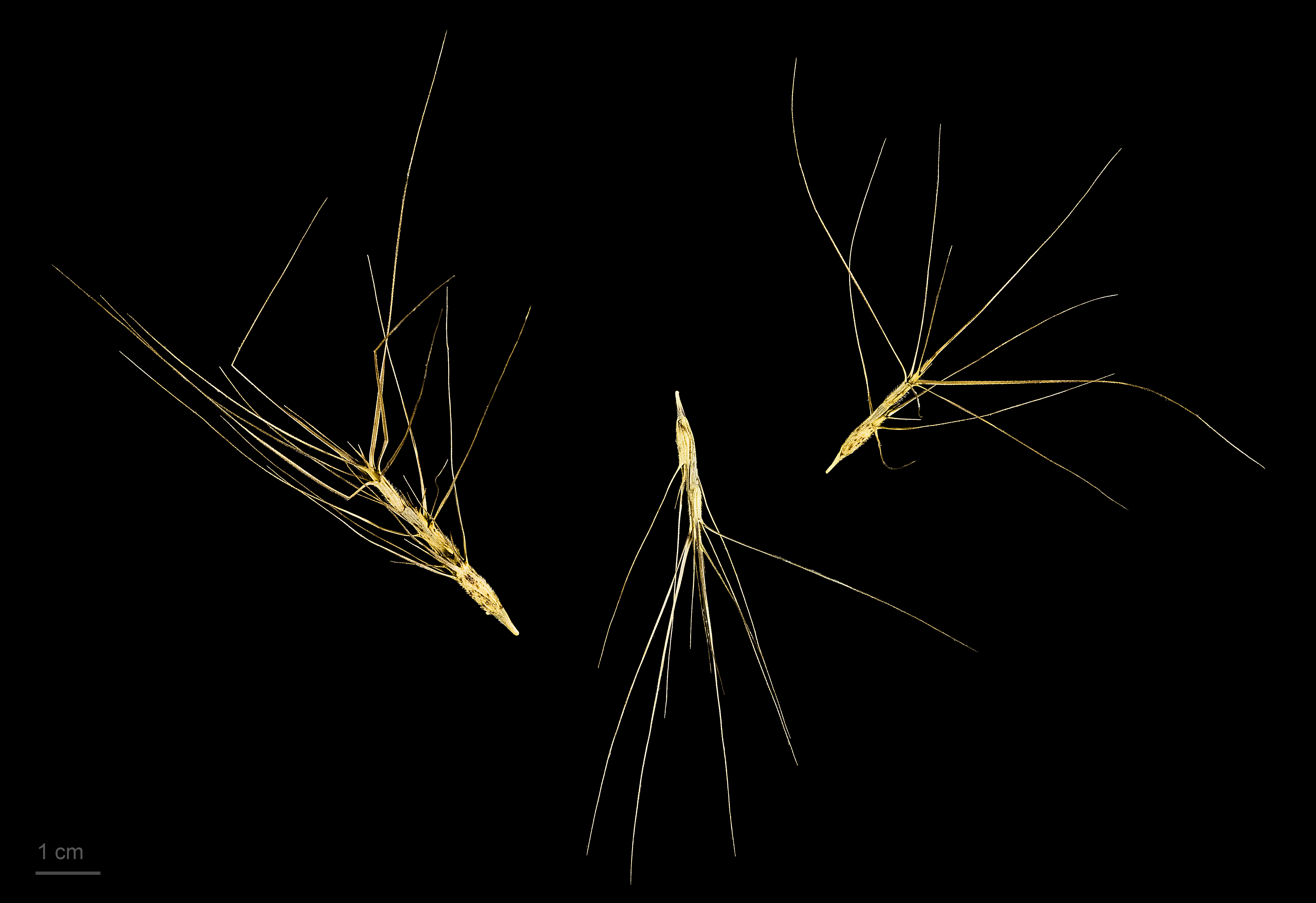

- (باللاتينية: Aegilops squarrosa L.)